# Gerhard W. Mandl
Gerhard W. Mandl (* 1954) ist ein österreichischer Geologe.

## Leben
Nach der Matura an der HTL St. Pölten im Jahr 1974 studierte er vier Semester Elektrotechnik an der Technischen Universität Wien und von 1976 bis 1982 Geologie an der Universität Wien. Anschließend war er bis 1984 Assistent am Institut für Grundbau, Geologie und Felsbau der Technischen Universität Wien und ab 1984 Geologe an der Geologischen Bundesanstalt. Sein hauptsächlicher Tätigkeitsbereich ist die Sedimentgeologie.

## Publikationen (Auswahl)
- gem. mit: R. Schuster, A. Daurer, H.-G. Krenmayr, M. Linner, G. Pestal und J.M. Reitner: Rocky Austria. Geologie von Österreich – kurz und bunt. 4. Auflage, Geologische Bundesanstalt, Wien 2015, ISBN 978-3-85316-080-0
- Kartenredaktion und redaktionellen Begleitung zahlreicher Blätter der Geologischen Karte 1:50.000

## Auszeichnungen
- 1988: Otto-Ampferer-Preis der Österreichischen Geologischen Gesellschaft.
- 2010: Friedrich-Simony-Preis („Welterbepreis“) der  UNESCO-Welterberegion Hallstatt-Dachstein-Salzkammergut